# Eau de refroidissement de centrale thermique
Pour un article plus général, voir Eau des centrales thermiques.
L'eau de refroidissement des centrales thermiques est un apport qui permet aux centrales électriques thermiques de clore le circuit de transfert de la chaleur qu'elles exploitent. Cette eau industrielle représente la source froide du cycle thermodynamique de leurs circuits primaire et éventuellement secondaire.
Certains systèmes de refroidissement prélèvent l'eau d'un lac, d'un cours d'eau, d'un aquifère ou d'un océan et en renvoient la quasi-totalité à la source, à une température plus élevée. De tels systèmes de refroidissement à circuit ouvert (ou passage unique) ont des prélèvements élevés et une consommation faible, mais génèrent une pollution thermique du fait de l'augmentation de température de quelques degrés entre la prise d’eau et l’eau restituée.
D’autres centrales utilisent des systèmes de refroidissement à circuit fermé (ou recirculation, ou boucle fermée), qui demandent des prélèvements beaucoup plus faibles que ceux des centrales à circuit ouvert, mais leur consommation d'eau est plus élevée du fait de l'évaporation de l'eau dans les tours de refroidissement.
Les prélèvements destinés au refroidissement, représentent : en France près de 60 % des prélèvements totaux en eau douce du pays (OCDE 2012), aux États-Unis près de 40 %, en Belgique 57 %, en Allemagne 65,3 % et au Royaume-Uni 21,2 %. La production d'énergie primaire et la production d'électricité représentent environ 10 % du total des prélèvements d'eau mondiaux et environ 3 % de la consommation totale d'eau. La consommation d'eau de certaines centrales thermiques (celles fonctionnant en circuit fermé avec aéroréfrigérant) devient un problème important dans les régions où l'eau est limitée et où la concurrence entre utilisateurs est élevée. La disponibilité de l'eau et l'élévation de température de l'eau de refroidissement sont des facteurs à prendre en compte pour assurer la sécurité énergétique et la sécurité en eau dans les décennies à venir.

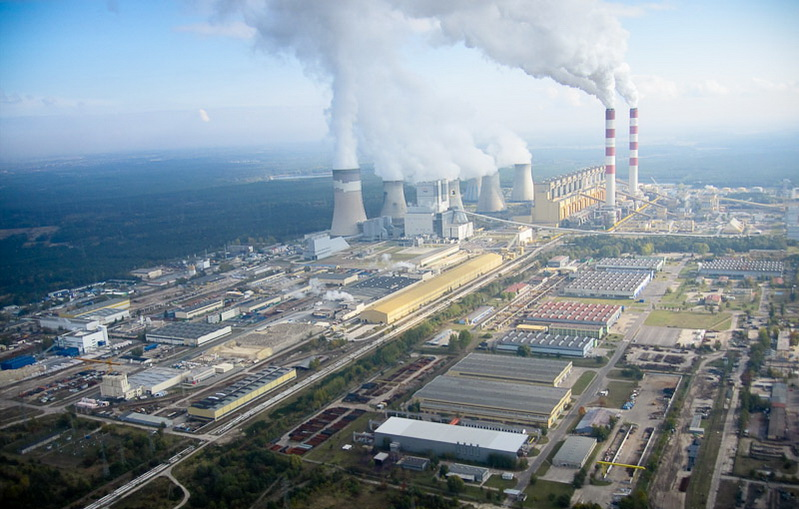
Centrale thermique de Bełchatów, la plus grande d'Europe, en Pologne.

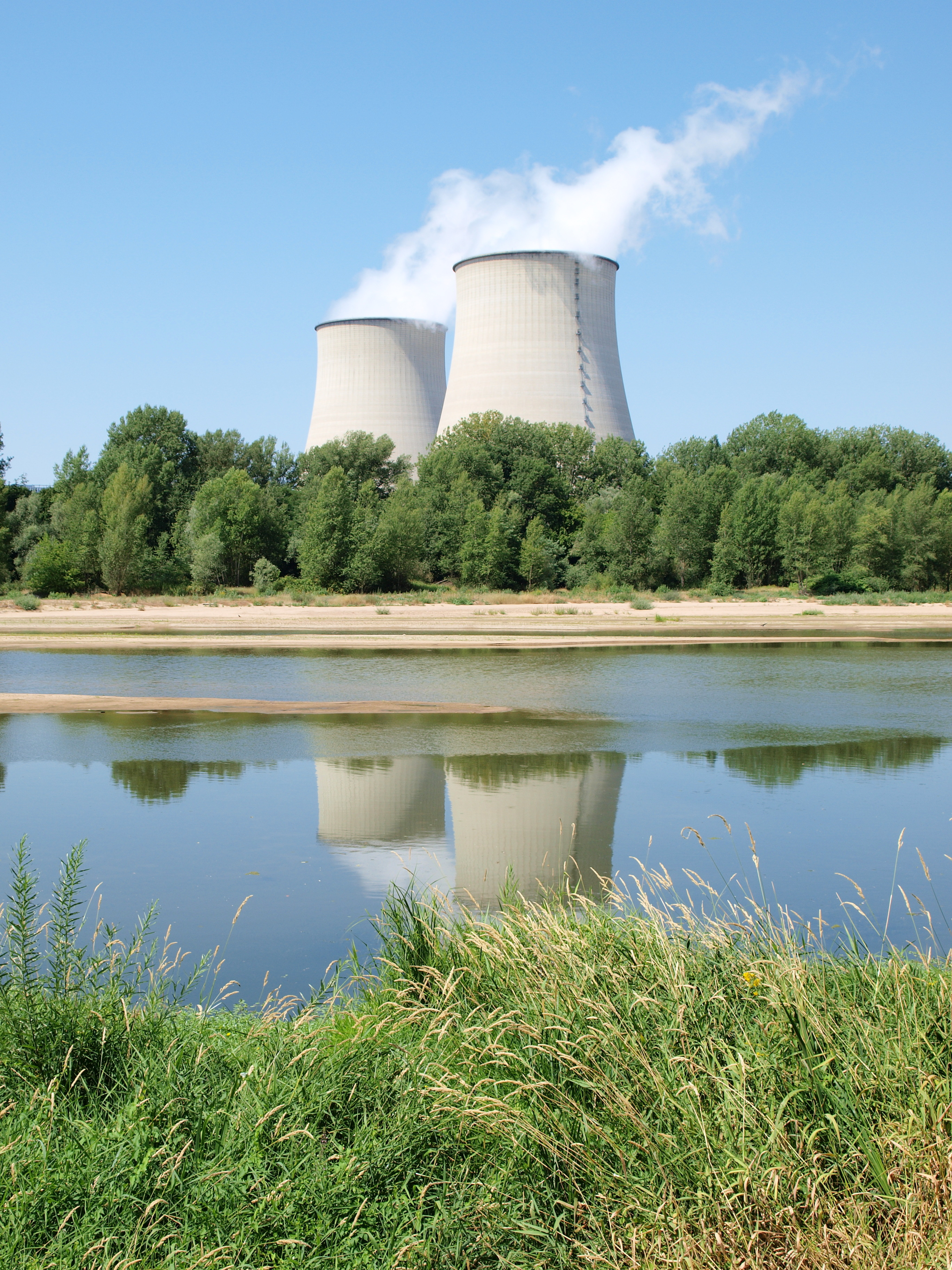
Centrale nucléaire de Belleville sur les rives de la Loire.

## Présentation
L'eau employée dans une centrale électrique provient d'un fleuve ou de la mer sur le bord desquels les centrales à flamme ou nucléaires sont construites pour leur refroidissement. Elles sont reconnaissables au panache de vapeur blanc s’échappant des tours aéroréfrigérantes, le cas échéant. Le refroidissement est, de loin, la plus grande utilisation de l’eau par les centrales électriques, qui permet de refroidir le flux sortant de leurs turbines.
Une centrale de vapeur implique différents circuits d'eaux, qui doivent subir différents traitements en amont et en aval. Les eaux extérieures de refroidissement doivent être filtrées et traitées chimiquement pour éviter diverses nuisances qui tiennent à l'encrassement biologique, l'entartrage, la corrosion et des micro-organismes pathogènes qui se développent dans les aux eaux chaudes (légionelles et amibes) ; les eaux du circuit de vapeur sont traitées chimiquement contre entartrage, corrosion et micro-organismes pathogènes. Ces traitements chimiques se retrouvent dans la rivière et les rejets de ce type sont encadrés réglementairement.
Les eaux employées dans les centrales nucléaires et à combustible fossiles sont pour la plupart identiques. La plus grande distinction entre centrale à flamme et nucléaire tient aux eaux en contact avec le combustible nucléaire. Dans la terminologie des eaux du secteur nucléaire, cette eau est qualifiée d'eau légère dans un réacteur à eau légère - une eau très pure servant de fluide caloporteur et de modérateur - et d'eau lourde, dans un réacteur à eau lourde pressurisée. L’eau (légère) employée dans un réacteur à eau pressurisée (REP) est additionnée d'acide borique qui vise à renforcer le rôle modérateur de l'eau. Cette eau au moment de son délestage du secteur primaire est considérée comme déchet radioactif et les rejets éventuels dans les eaux de la rivière sont strictement encadrés.

## Prélèvement et consommation d'eau de refroidissement par type de refroidissement
L’utilisation de l'eau dans les centrales thermiques a deux composantes : le prélèvement et la consommation. Le prélèvement d'eau est le fait de retirer l'eau d'une source d'eau locale. L'eau prélevée peut être renvoyée à la source ou non, ou mise à disposition pour être utilisée ailleurs. La consommation d'eau correspond à la quantité d'eau perdue lors de l'évaporation pendant le processus de refroidissement. 
Les centrales électriques à circuit ouvert utilisent des systèmes de refroidissement qui prélèvent l'eau d'un lac, d'un cours d'eau, d'un aquifère ou d'un océan et, après évaporation d'une partie de cette eau, la renvoient à la source, à des températures plus élevées de quelques degrés. De tels systèmes, dits de « refroidissement à passage unique » (« once-through cooling systems »), ont des prélèvements élevés mais une consommation relativement faible,. Au contraire, les centrales utilisant les systèmes à recirculation (recirculating ou closed-loop systems) retirent nettement moins d'eau, mais en consomment la plupart ou la totalité. Ainsi, une centrale de 1 300 MW à circuit ouvert prélève 50 m3/s, tandis que 2 m3/s suffisent à une centrale à circuit fermé,.
Les prélèvements et consommation d'eau par kilowattheure de production nette d'électricité montrent une très grande variabilité entre les différentes centrales utilisant le même type de systèmes de refroidissement. La consommation d'eau est par exemple plus élevée lors de pics d'utilisation lorsque la centrale fonctionne à faible niveau d'utilisation de ses capacités. La consommation peut aussi être tributaire du climat, de la saison et d'autres facteurs comme l'âge de la centrale, son efficacité thermique, l'âge du système de refroidissement et la source d'eau.
- en circuit ouvert, ou système à passage unique[9] (en anglais : once through) : l’eau du circuit de refroidissement, directement prélevée dans la mer ou dans un fleuve à grand débit, se réchauffe en traversant le condenseur puis est renvoyée dans la rivière ou la mer; dans ce cas de figure, les prélèvements sont d'environ 50 m3/s pour les réacteurs nucléaires de 900 à 1 300 MWe, et l'eau est intégralement restituée à la source; EPRI renseigne des prélèvements de 35 000 à 50 000 gallons US/MWh pour les centrales nucléaires, 20 000 à 45 000 gal US/MWh pour les centrales à combustible fossile[10] ;
- en circuit fermé (en anglais : closed cycle, wet) : l’eau du circuit de refroidissement – prélevée d'un fleuve à débit plus faible ou d'une rivière –, qui s’est réchauffée dans le condenseur, est refroidie par un courant d’air dans une tour de refroidissement, appelée tour aéroréfrigérante ; une partie de l’eau s’évapore dans l’atmosphère (panache de vapeur d’eau) ; l’autre partie retourne au condenseur, un appoint d’eau d’environ 2 m3/s pour une tranche nucléaire de 1 300 MWe, est réalisé pour compenser l’eau évaporée et le débit de purge (1,25 m3/s)[11] ; EPRI renseigne des prélèvements de 750 à 900 gallons US/MWh pour les centrales nucléaires, 500 à 800 gal US/MWh pour les centrales à combustible fossile[10] ;
- condenseur à air (en anglais : dry cooling) : un autre type de système de condensation est le condenseur à air, qui n'emploie pas d'eau[réf. nécessaire] ;
- hybride (en anglais : wet/dry) : EPRI renseigne des prélèvements de 250 à 725 gal US/MWh pour les centrales à combustible fossile[10] ;
- prélèvement à l’arrêt : l'eau du circuit primaire (centrales thermiques à flammes) ou secondaire (centrale nucléaire) doit être renouvelée en quantités bien moindres. À l’arrêt, il faut environ 15 m3 d’eau par heure pour refroidir le cœur d'un réacteur nucléaire[12].

La réduction des prélèvements proposée par les systèmes à recirculation, mais une augmentation correspondante de la consommation, peut être bénéfique pour un bassin hydrographique, mais peut susciter des inquiétudes dans une zone qui manque déjà d’eau.
Quelques chiffres mettent en évidence les prélèvements et la consommation d'eau de certaines centrales.
- Les centrales nucléaires ou au charbon peuvent prélever 76 à 227 litres (20 à 60 gallons) d’eau pour chaque kilowattheure d’électricité qu’elles produisent, en fonction de la façon dont elles sont refroidies[3].
- En France, la localisation géographique des plus gros prélèvements d’eau douce s’explique par la présence de réacteurs nucléaires dotés de circuits de refroidissement ouverts : par ordre décroissant, Tricastin (Isère – Drôme), Saint-Alban (Rhône moyen), Bugey (Haut Rhône), toutes trois situées sur le Rhône, suivies de Fessenheim (Rhin supérieur), respectivement 4 895 millions, 3 668 millions, 2 363 millions, 1 752 millions de m3 prélevés annuellement[13],[14]. Ces réacteurs constituent 70 % des prélèvements d’eau douce des centrales électriques en France. Près de 90 % de l’eau prélevée est toutefois restituée au milieu naturel à proximité du lieu de prélèvement[15].

Les systèmes de refroidissement humide classiques à passage unique ou à recirculation peuvent être à tirage naturel (en anglais natural draft) ou à tirage induit (en anglais induced draft) et à courant croisé (en anglais either cross-flow) ou à contre-courant (en anglais counter-flow). Ils utilisent soit des splash fills ou des film fills. Les systèmes de refroidissement à sec sont par contre indirects ou directs.

### Tour de refroidissement
Dans les systèmes en boucle fermée avec tours de refroidissement, de grandes quantités d'eau sont recyclées dans le système de refroidissement. Les principales préoccupations sont l'évaporation de l'eau dans ces tours et l'entartrage du système par concentration des matières présentes dans l'eau.
Il existe plusieurs façons de concevoir la tour de refroidissement par voie humide. Avec les tours à tirage mécanique, l'air est aspiré à travers la tour par de grands ventilateurs. Les tours à tirage naturel sont de grandes structures hyperboliques qui aspirent l'air à travers la tour par un effet de cheminée présentent l'avantage de réduire les coûts d'exploitation et de maintenance. Leur utilisation aux États-Unis a été limité aux très grandes unités de charbon et nucléaires.
Environ 2 % de l’eau de refroidissement est perdue du fait de l’évaporation dans une tour aéroréfrigérante de type cellule à tirage mécanique, ce qui nécessite des ajouts continus d ’eau d'appoint. Cette évaporation entraîne l'accumulation de solides dans l’eau de circulation, une partie de l’eau est évacuée sous forme de « purge » afin de limiter la concentration de ces solides et empêcher l’entartrage et la corrosion qui pourraient gêner les transferts de chaleur.

## Traitement des eaux de refroidissement des centrales
La plupart des produits chimiques utilisés dans les circuits de vapeur et de refroidissement d'un réacteurs à eau pressurisée en exploitation sont utilisés exactement aux mêmes objectifs et dans des quantités similaires à celles des centrales à combustible fossile. Les traitements consistent principalement: en filtration mécanique des eaux de refroidissement, traitements biocide et en inhibiteurs de corrosion. Les eaux du circuit de refroidissement doivent présenter des qualités particulières qui vont permettre d'éviter l'entartrage du condenseur et des tours aérofrigérantes. Les produits chimiques utilisés dans le circuit de vapeur secondaire sont généralement l'hydrazine (pour éliminer l'oxygène de l'eau) et l'ammoniac/amines (pour contrôler le pH); le circuit de refroidissement externe principal peut nécessiter un dosage de biocides, généralement du chlore. Il existe également d'autres systèmes plus petits, tels que les stations de traitement de l'eau et des eaux usées, qui utilisent et éventuellement rejettent une gamme de produits chimiques, principalement dans l'eau. Sizewell B (Centrale nucléaire de Sizewell) est la seule centrale PWR actuellement en exploitation au Royaume-Uni. Les données de rejet montrent que seul le chlore résiduel est présent à la sortie du flux principal d’eau de refroidissement à des concentrations constamment supérieures à celles de l’entrée, mais dans les limites du permis de rejet. Les rejets de centrales liés aux eaux sont de différentes natures: rejets thermiques – les centrales électriques à passage unique réchauffent les eaux de la rivière – rejets chimiques – biocides, et inhibiteurs de corrosion sont déversés dans la rivière –; rejets chimiques induits par les traitements contre les micro-organismes pathogènes, amibes et légionelles.

### Traitements
Les produits chimiques mentionnés ci-dessous sont ceux auxquels on pourrait s'attendre dans les rejets d'une centrale à combustible fossile de la même manière que dans le circuit de vapeur (secondaire) ou le circuit de refroidissement externe d'un réacteur à eau pressurisée.

#### Filtration des eaux de refroidissement
Des écrans et d'autres dispositifs mécaniques sont utilisés pour exclure les biotes plus importants des systèmes de refroidissement. Les organismes plus petits ou les matériaux planctoniques sont trop petits pour être exclus mécaniquement, mais une fois qu’ils entrent dans les systèmes, ils peuvent se coloniser et causer toute une série de problèmes opérationnels. Ils sont donc contrôlés en dosant l’eau de refroidissement avec des biocides chimiques.
Le problème est bien connu des centrales suédoises mais aussi d'autres centrales dans le monde qui ont du stopper leur activité à cause d'invasion de méduses. Le 29 septembre 2013, une prolifération de méduses en plein bloom a nécessité l'arrêt du réacteur no 3 de la Centrale nucléaire d'Oskarshamn en Suède durant trois jours, problème déjà rencontré dans d’autres centrales dans le monde.
Dans l'eau de mer les niveaux de salinité sont assez élevés, mais ils sont compensés par les faibles niveaux de carbonate, de sulfate et de silice responsables du tartre.

#### Traitement chimique
Les traitements de l'eau des circuits de vapeur et de refroidissement incluent :
- les additifs pour l’eau dans les chaudières principales et les systèmes à turbine ;
- les biocides utilisés dans les systèmes d'eau de refroidissement à passage unique ;
- les inhibiteurs de corrosion et des produits chimiques anti-calcaires utilisés dans les tours de refroidissement ;
- les inhibiteurs de corrosion utilisés dans des systèmes de refroidissement en circuit fermé plus petits ;
- les produits chimiques de nettoyage.

Le biocide standard est le chlore, dans toutes les usines utilisant un refroidissement à l'eau de mer à passage unique. La chloration de l'eau de refroidissement forme une gamme de sous-produits halogénés qui varient en fonction des conditions spécifiques du site. Dans certaines usines des États-Unis, des inhibiteurs métaboliques d'espèces spécifiques ou étrangères sont parfois utilisés. Pour les sites dotés de plusieurs réacteurs distincts, il est nécessaire de coordonner le moment de la chloration dans chacun d’eux, afin que les rejets totaux de chlore résiduel dans les eaux réceptrices ne dépassent pas les valeurs indicatives. Dans toutes les installations utilisant des tours de refroidissement, des problèmes plus complexes de encrassement biologique spécifiques à un site doivent être résolus. Les sites français utilisent de la monochloramine (une combinaison d’ammoniac et de chlore). Les options futures incluent notamment l’utilisation de la lumière ultraviolette principalement pour lutter contre légionelle. Les usines américaines équipées de tours de refroidissement utilisent du chlore et d'autres biocides oxydants tels que le brome, mais répertorient également une gamme plus étendue de systèmes propriétaires pour les problèmes spécifiques à un site.

### Rejets

#### Rejets thermiques
L'eau utilisée pour refroidir la vapeur génératrice d'électricité quitte la centrale à des températures sensiblement plus élevées. Pour des centrales électriques à passage unique (ces systèmes ont une plus grande charge calorifique associée et sont les plus susceptibles d'entrer en conflit avec les limites réglementaires sur les rejets thermiques), des températures jusqu'à 37 °C ont été relevées en période estivale. Les eaux rejetées sont en général de 9,5 à 10 °C plus chaudes que les températures habituellement relevées en été[réf. nécessaire]. Cette pollution thermique peut nuire aux écosystèmes aquatiques locaux. Les organismes aquatiques dépendent fortement des conditions thermiques spécifiques des milieux aquatiques. Des températures de l'eau supérieures ou inférieures aux régimes thermiques optimaux peuvent donc causer du stress voire la mort des organismes. Les températures élevées peuvent en outre augmenter la toxicité des produits chimiques et inhiber les processus biologiques.
Aux États-Unis, les rejets d'effluents thermiques sont régis par l'article 316 a du Clean Water Act. En France, la température des rejets est limitée à 30 °C en règle générale par l'article 31 de l'arrêté du 2 février 1998. Dans le cas des centrales nucléaires, les seuils sont fixées au cas par cas dans l'arrêté fixant les limites de rejets dans l'environnement des effluents liquides et gazeux de chaque installation.

#### Rejets chimiques
Cette section met en évidence les principaux problèmes identifiés dans les permis et les rejets de produits chimiques par ordre d'importance.
- Biocides dans les systèmes d’eau de refroidissement principaux, en particulier le chlore utilisé dans les systèmes de refroidissement par eau de mer (en anglais : once through seawater cooling systems, dans les réacteur EPR de bord de mer, 200 tonnes de chlorine/an/réacteur sont ajoutées). D'autres impacts dus à d'importants flux d'eau de refroidissement, tels qu'impacts thermiques et entraînement, sont également importants.
- Hydrazine dans les effluents provenant de la maintenance des centrales thermiques. L'hydrazine est utilisée en tant que piégeur d'oxygène dans le circuit de vapeur principal (technologie AVT) et lors de la dépose humide (en anglais : wet lay-up) de certains systèmes de la centrale. Bien que l'hydrazine soit très efficace dans cette application, il s'agit d'un cancérigène génotoxique dont l'usage est réglementé voire interdit[23]. De nouvelles expérimentations visent à le remplacer[24].
- Ammoniac et amines utilisés dans le circuit de vapeur secondaire. L'ammoniac est utilisé comme agent de contrôle du pH dans le circuit de vapeur principal de certaines usines et résulte également de la décomposition de l'hydrazine. Certaines usines utilisent également des espèces d'ammoniac organique brevetées comme inhibiteurs de corrosion, notamment des algicides et des biocides alternatifs dans des circuits fermés ou des tours de refroidissement. Les amines peuvent être utilisées à la place de l'ammoniac ou en combinaison avec l'ammoniac pour contrôler le pH dans le circuit de vapeur secondaire des REP. L'avantage des amines est qu'elles ont une meilleure rétention dans la phase aqueuse, améliorant ainsi le contrôle du pH et réduisant davantage la corrosion et le transport potentiel de produits de corrosion du fer provenant du train d'alimentation dans les générateurs de vapeur.
- Phosphates et composés du phosphore, y compris les inhibiteurs de corrosion à base de phosphore, les produits chimiques anti-calcaires et les détergents. Des solutions de sels de phosphate de sodium sont utilisées pour la dépose humide de systèmes de la centrale où l'hydrazine ne peut pas être utilisée pour des raisons opérationnelles. Les phosphates sont également utilisés comme inhibiteurs de corrosion par aspersion dans certains systèmes d’approvisionnement en eau. Les effluents aqueux contenant du phosphate inorganique seront évacués par la salle des turbines ou d’autres puisards ou par des réservoirs de neutralisation plutôt que par l’intermédiaire des systèmes de traitement des déchets radioactifs.
- Traces de métaux et métaux lourds, y compris les produits de corrosion et les impuretés métalliques présents dans certains produits chimiques en vrac. Le fer, le chrome, le manganèse et le nickel constituent l’acier inoxydable (plus de 10 % de chrome) et l’acier faiblement allié (moins de 10 % de chrome) utilisés dans le réacteur, le circuit de vapeur principal et les systèmes auxiliaires. La corrosion de ceux-ci peut donner lieu à de petites quantités de ces métaux en solution et sous forme de particules[5].

Un grand nombre des produits chimiques énumérés ci-dessus sont susceptibles de devenir des systèmes propriétaires[pas clair] contenant une gamme d'autres additifs.

#### Rejets chimiques induits par les traitements contre les micro-organismes pathogènes
Amibes et légionelle peuvent se développer dans l'eau chaude des circuits de refroidissement de la centrale. Les amibes peuvent se retrouver dans les eaux rejetées à la rivière et légionelle dans les aérosols dispersés par les tours de refroidissement. Les micro-organismes pathogènes présentant un risque élevé sont Naegleria fowleri, Legionella totales et Legionella pneumophila). Pour s'assurer de l'absence d'impact sanitaire des activités de la centrale on procède encore une fois à la chloration ou plus efficace un traitement à la chloramine. La principale nuisance de ces traitements réside dans les rejets chimiques associés comportant en particulier des composés chlorés et azotés indésirables pour la rivière où ils sont rejetés, puisque c'est la rivière qu'ils doivent protéger des amibes. Pour les légionnelles, les produits chimiques se retrouvent également dans la rivière du fait des purges de déconcentration du circuit.

## Prélèvements et consommation d'eau par pays
La production d'énergie primaire et la production d'électricité représentent environ 10% du total des prélèvements d'eau mondiaux et environ 3 % de la consommation totale d'eau
Les prélèvement d'eau douce à destination du refroidissement représentent en France environ 59,3 % des prélèvements totaux en eau douce du pays (OCDE 2012.), aux États-Unis de 39,2 %, en Belgique de 57 %, en Allemagne de 65,3 %, au Royaume-Uni de 21,2 %.
La Suède ne prélève que 3,6 % d'eau douce pour le refroidissement de ses centrales, celles-ci étant principalement refroidies à l'eau de mer.

### Aux États-Unis
Aux États-Unis, en 2015, les prélèvements d’eau des centrales thermoélectriques étaient estimés à 133 Bgal/d (billion de gallons par jour) soit environ 180 milliards de mètres cubes par an, c’est la plus faible valeur depuis avant 1970. La consommation d’eau de ces centrales s’élevait quant à elle, à environ 3 % des prélèvements. À comparer aux prélèvements pour irrigation (118 Bgal/d) dont 62% sont consommés (non restitués).

### En France
En France les unités de production d'EDF entre 1950 et de 1970 n'ont cessé de croître en puissance : 125 MW pour les unités mises en service en 1955 ; 250 MW pour les unités mises en service en 1961 et en 1968 ; 700 MW (thermique classique) et 900 MW (thermique nucléaire) pour les unités en construction en 1972. Le condenseur pour une tranche thermique de 700 MW étant conçu pour un débit de 17 m3/s, celui d'une centrale nucléaire de 900 MW, étant conçu pour un débit de 40 m3/s (circuit ouvert), seuls les grands fleuves, à certains endroits seulement, ou les côtes maritimes, pourront accueillir les centrales du futur : Le Rhin, le Rhône, la Seine et la Loire.
En France, en 2012, les prélèvement d'eau douce à destination du refroidissement des centrales thermiques se montent à 59,3 % des prélèvements totaux en eau douce du pays (OCDE 2012). Les chiffres du Ministère de la Transition écologique et solidaire pour 2013 donnent 17 milliards de m3 en eau douce de surface, soit 51 % du volume total prélevé d'eau douce.
Les prélèvements se font en quasi-totalité dans les eaux de surface (Jusqu'à 95 % des eaux de surface disponibles dans le Centre, pour les centrales nucléaires situées sur la Loire.). Une grande partie du volume prélevé n’est pas consommée mais rejetée (90 %) à température plus élevée dans le même milieu après usage. Les centrales en circuit ouvert prélèvent plus d’eau que celles en circuit fermé, mais leur taux de restitution - respectivement 97,5 % et 62,5 % - au cours d’eau est plus élevée. Les prélèvements en eau pour le refroidissement des centrales électriques se sont développés dès les années 1960 avec celui de la production d’électricité issue de centrales thermiques à combustibles fossiles. Ils se sont accrus au cours de la décennie 1980 avec la montée en puissance du parc de centrales nucléaires. Au début des années 1990, ils se stabilisent avec la mise en service de centrales équipées de circuit de refroidissement fermés.
Les prélèvements d’eau douce pour le refroidissement des centrales électriques concernent principalement Isère-Drôme (4 895 millions de m3), Rhône moyen (3 668 millions de m3), Haut Rhône (2 363 millions de m3), et Rhin supérieur (1 752 millions de m3); plus particulièrement les sites où sont localisées les 4 centrales équipées de circuits de refroidissement ouverts. La localisation géographique des plus gros prélèvements d’eau douce s’explique donc par la présence de réacteurs nucléaires dotés de circuits de refroidissement ouverts : par ordre décroissant, Tricastin (Isère – Drôme), Saint-Alban (Rhône moyen), Bugey (Haut Rhône), toutes trois situées sur le Rhône. Ces réacteurs constituent 70 % des prélèvements d’eau douce des centrales électriques en France. Les autres centrales nucléaires ayant des circuits de refroidissement ouverts prélèvent en mer (Gravelines, Penly, Paluel, Flamanville, centrales à circuit ouvert de bord de mer) ou en estuaire (Blayais à circuit ouvert, Estuaire de la Gironde). Des centrales thermiques à flamme sont également à l’origine de gros prélèvements, comme à Cordemais (Loire aval et côtiers vendéens) ou, dans une moindre mesure, Blénod-lès-Pont-à-Mousson (Moselle – Sarre). Dans le cas de ce dernier sous-bassin, l’importance des prélèvements résulte aussi de la présence de la centrale nucléaire de Cattenom équipée de circuits de refroidissement fermés, mais constituée de quatre réacteurs de grosse puissance. 
En région du Centre, le secteur de l’énergie (Centrales nucléaires de Belleville, Chinon, Dampierre, et Saint-Laurent-des-Eaux situées sur la Loire) prélève le plus d’eau (62 % des ressources en eau de la région). Il est suivi par les usages domestiques, l’agriculture (irrigation) et l'industrie, minoritaire. Les centrales nucléaires prélèvent essentiellement dans les eaux superficielles (95 % de l'eau disponible) alors que les autres activités (irrigation, alimentation en eau potable, besoins industriels) sollicitent plutôt les eaux souterraines.
En 2023, la centrale du Bugey sera équipé d'un démonstrateur de récupérateur d'eau dans les panaches des tours de refroidissement permettant d'augmenter la restitution d'eau en aval. Récupération d'eau selon un procédé du MIT de grillage électrostatique permettant de récupérer jusqu'à 55% de l'eau traversant le grillage.

## Connexion eau-énergie

Diagramme de Sankey hybride de 2011, interconnexions des flux d'eau et d'énergie aux États-Unis.

Le concept de « connexion eau-énergie » vise à évaluer la relation entre l'eau et l'énergie, une analyse du cycle de vie initiée par Peter Gleick en 1994. En 2014, le département de l'Énergie des États-Unis (DOE) a publié son rapport sur le lien entre l'eau et l'énergie, soulignant la nécessité de politiques conjointes eau-énergie et une meilleure compréhension du lien et de sa vulnérabilité au changement climatique en matière de sécurité nationale. Le diagramme hybride de Sankey dans le rapport eau-énergie de 2014 du DOE résume les flux d'eau et flux d'énergie aux États-Unis par secteur, démontrant l'interdépendance et mettant en évidence la puissance thermoélectrique comme le plus grand utilisateur d'eau, principalement utilisée pour le refroidissement.
Le secteur de l’énergie est responsable de 10 % des prélèvements d’eau dans le monde, principalement pour l’exploitation de centrales électriques et pour la production de combustibles fossiles et de biocarburants. Selon les prévisions de Agence internationale de l'énergie, ces besoins devraient augmenter jusqu'en 2040: les prélèvements d'eau dans le secteur de l'énergie augmenteraient de moins de 2 % pour atteindre plus de 400 milliards de mètres cubes, tandis que la quantité d'eau consommée (l'eau prélevée mais qui n'est pas rétrocédée à une source) devrait augmenter de près de 60 %, à plus de 75 milliards de mètres cubes.

### Risques climatiques
Le prélèvement d'eau par les centrales électriques peut devenir un défi majeur en période de sécheresse ou de stress hydrique, lorsque l'eau n'est tout simplement pas disponible dans les volumes requis ou aux températures requises. 
- Canicule européenne de 2003, en France dans certaines régions, les niveaux d'eau des rivières ont chuté si bas que le processus de refroidissement est devenu impossible et les centrales ont dû fermer, alors qu'ailleurs la température de l'eau après le processus de refroidissement dépassait les niveaux de sécurité environnementale. Une exemption exceptionnelle aux exigences légales a été accordée à six réacteurs nucléaires et à un certain nombre de centrales conventionnelles: Les centrales nucléaires de Saint-Alban (Isère), de Golfech (Tarn-et-Garonne), de Cruas (Ardèche), de Nogent-sur-Seine (Aube), du Tricastin (Drôme) et du Bugey (Ain) ont continué à fonctionner bien que les limites légales aient été dépassées. De plus, la demande en électricité a grimpé à mesure que la population a mis en place la climatisation et les réfrigérateurs, mais les centrales nucléaires, qui produisent environ 75 % de l’électricité française, ont fonctionné à une capacité très réduite. Afin de conserver l'énergie pour la nation, la France – principal exportateur d'électricité d'Europe – a réduit ses exportations d'électricité de plus de la moitié[33].

- Été 2012, chaleur et sécheresse à travers les États-Unis, ont obligé les centrales thermoélectriques à réduire leurs activités ou à chercher des contournement des réglementations sur les rejets thermiques. En outre, des préoccupations ont été exprimées, notamment par l' U.S. Global Change Research Program, quant à l’augmentation de la température des rivières due au changement climatique, qui pourrait à l’avenir limiter la production d’énergie. Aux États-Unis, d'ici 2025, des contraintes hydriques futures sur la production d'électricité dans les centrales thermiques sont prévues pour l'Arizona, l'Utah, le Texas, la Louisiane, la Géorgie, l'Alabama, la Floride, la Californie, l'Oregon et l'État de Washington[34].

- En juillet 2022, lors d'un épisode caniculaire, EDF demande une dérogation aux limites de température de rejet pour les centrales de Golfech, du Blayais et de Saint-Alban. Cette demande est validée par l'Autorité de sûreté nucléaire. RTE précise que « cette demande de dérogation n'est pas liée à la consommation française. Elle est nécessaire pour garantir la capacité de transit sur nos lignes et l'optimiser »[35].

Utilisant un cadre couplé de modélisation hydrologique–électrique, une étude montre une réduction de la capacité utilisable de 61 à 74 % des centrales hydroélectriques et de 81 à 86 % des centrales thermoélectriques dans le monde pour les années 2040-2069. Bien que des options d’adaptation telles que l’amélioration de l’efficacité des centrales, le remplacement des systèmes de refroidissement et des commutations de combustible constituent des alternatives efficaces pour réduire la vulnérabilité face aux changements climatiques et aux ressources en eau douce, les transitions dans le secteur de l’électricité qui mettent davantage l’accent sur l’adaptation, en plus de l’atténuation, sont donc fortement recommandées pour maintenir la sécurité en eau et la sécurité énergétique dans les décennies à venir.

### Prospective
Différentes pistes sont explorées pour une meilleure gestion de l'eau :
- recyclage et réutilisation des eaux de refroidissement pour minimiser les prélèvements et les rejets d'eau;
- sources d'eau alternatives, lorsque cela est possible eaux usées municipales, eaux souterraines saumâtres et eau produite des opérations pétrolières et gazières;
- usages de diverses technologies sèches pour le refroidissement, ainsi que des technologies hybrides sec/humide.